# Гостич, Споменко
Споменко Гостич (серб. Споменко Гостић; 14 августа 1978, Добой — 20 марта 1993, Йовичи) — солдат Вооружённых сил Республики Сербской, самый молодой участник Боснийской войны. Воевал в составе Войска Республики Сербской, награждён посмертно медалью Заслуг перед народом и золотой медалью за храбрость «Милош Обилич» (2024).

## Биография

### Ранние годы
Родился 15 августа 1978 в Добое. Учился в школе города Маглай, но после начала боевых действий ушёл из школы. Рано потерял отца. Жил с матерью в селе Йовичи недалеко от Маглая. В апреле 1992 года умерла его мать, и Споменко переехал к бабушке. Однако в сентябре 1992 года она погибла от артиллерийского обстрела со стороны боснийцев-мусульман.

### В армии
Юный Споменко вскоре вступил в Армию Республики Сербской, в которой был изначально курьером, а затем был переведён в продовольственный отряд, получив обязанность развозить солдатам еду на передовую. По свидетельству сербского фотографа Томислава Петернека, который был автором одной из его немногих фотографий:

Из военного на нем был только плащ, а так он был в гражданском. Щеки румяные, весь в пыли, он сидел и курил, затягиваясь так основательно, по-взрослому. Я сфотографировал его. Бойцы сказали: «Споменко, тебя сфотографировал Тома, ты войдешь в историю». А он сказал: «На кой черт мне история, главное, я сегодня остался жив».
Невдалеке от него стояла телега с поврежденным задним колесом — сегодня он напоролся на мину. Споменко был очень храбрым. Он единственный, кто постоянно возил провизию на передовую. Вот когда я его встретил, он отдыхал после одной из таких поездок.

Во время одного из своих заданий Споменко, выезжая на телеге, оказался на минном поле, и одна лошадь наступила на мину. В результате взрыва пострадали лошади, и сам Споменко был ранен (ранее он получил ещё одно лёгкое ранение), но остался в живых. Один раз к нему приехал серб, который жил в Париже, и хотел усыновить мальчика, но Споменко сказал, что уедет во Францию с этим человеком только после войны.
Во время битвы за Озрен из Йовичей потянулась колонна беженцев, а Гостич остался защищать деревню. В марте 1993 года войска боснийских мусульман обстреляли село: пять солдат погибло, а Споменко был ранен. 20 марта 1993 года от полученных ранений в Йовичах он скончался. Похоронен он там же, на деревенском кладбище. Позднее его могилу посещал тот же Томислав Петернек.

## Память

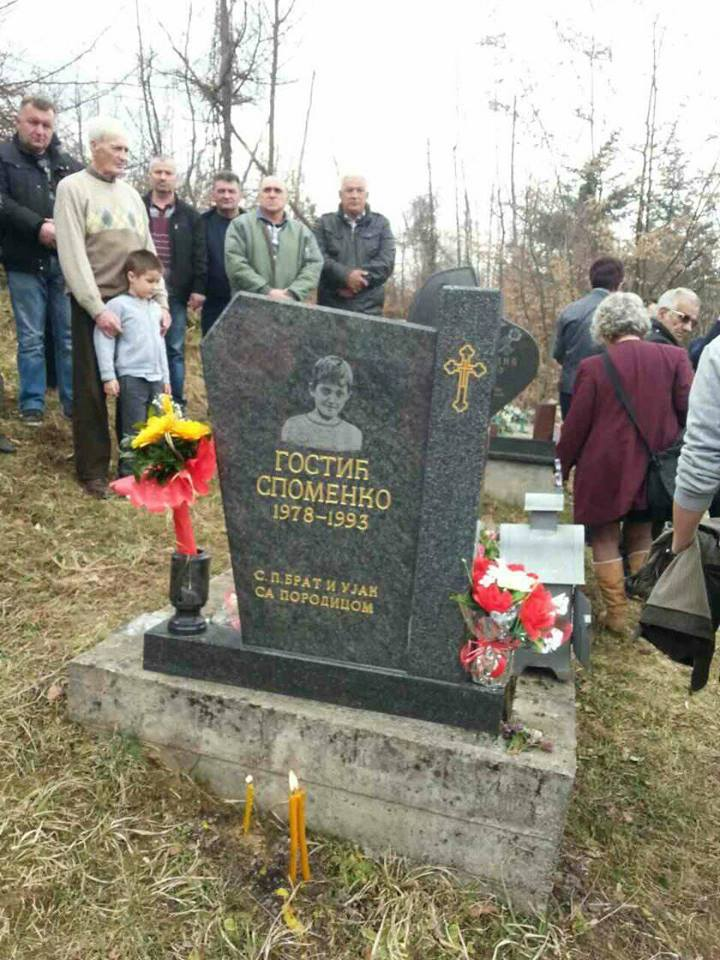
Надгробная плита Споменко Гостича в селе Горни-Улишняк

После войны Йовичи были переданы Федерации Боснии и Герцеговины, а село Бочиня (недалеко от Йовичей) стало духовным центром ваххабитов. Председатель Воинской организации Республики Сербской Пантелия Чургуз 12 декабря 2011 года пообещал перевести останки Гостича в Республику Сербскую, но это обещание не было выполнено. В городах Республики Сербской были организованы несколько сборов подписей за переименование улиц в честь Споменко Гостича. С 2018 года имя Споменко Гостича носит улица в белградском районе Мали-Мокри-Луг.
20 марта 2014 года, в 21-ю годовщину гибели Споменко в Добое был открыт памятник, установленный у храма Рождества Пресвятой Богородицы. 
Ещё один памятник установлен в 2021 году у монастыря святого Николая в Петрове.
В 2016 году вышел 45-минутный документальный фильм «Споменко на вечной страже» (серб. Споменко на вјечној стражи) и была анонсирована книга «Споменко и Озрен» авторства Милета Савича. Рецензентами книги являются поэт и писатель Боро Капетанович и поэт и журналист Милан Ракуль..